# Штаммгам (Айхштет)
Штаммгам (нім. Stammham) — громада в Німеччині, розташована в землі Баварія. Підпорядковується адміністративному округу Верхня Баварія. Входить до складу району Айхштет.
Площа — 39,04 км2. Населення становить 4119 ос. (станом на 31 грудня 2020).